# رياضة ذوي الاحتياجات الخاصة

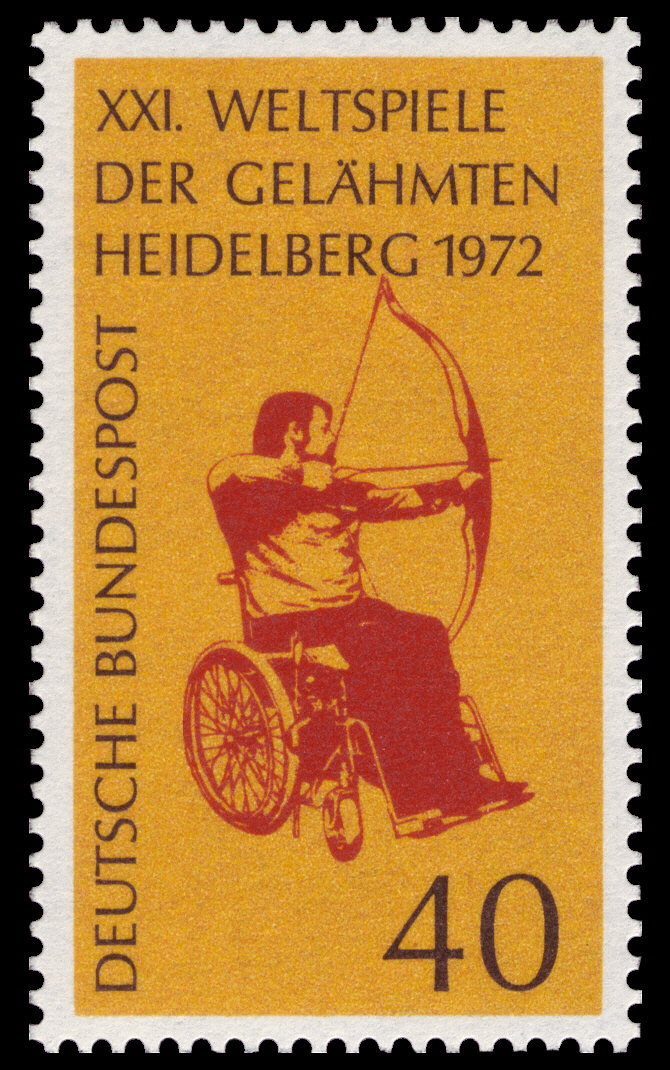

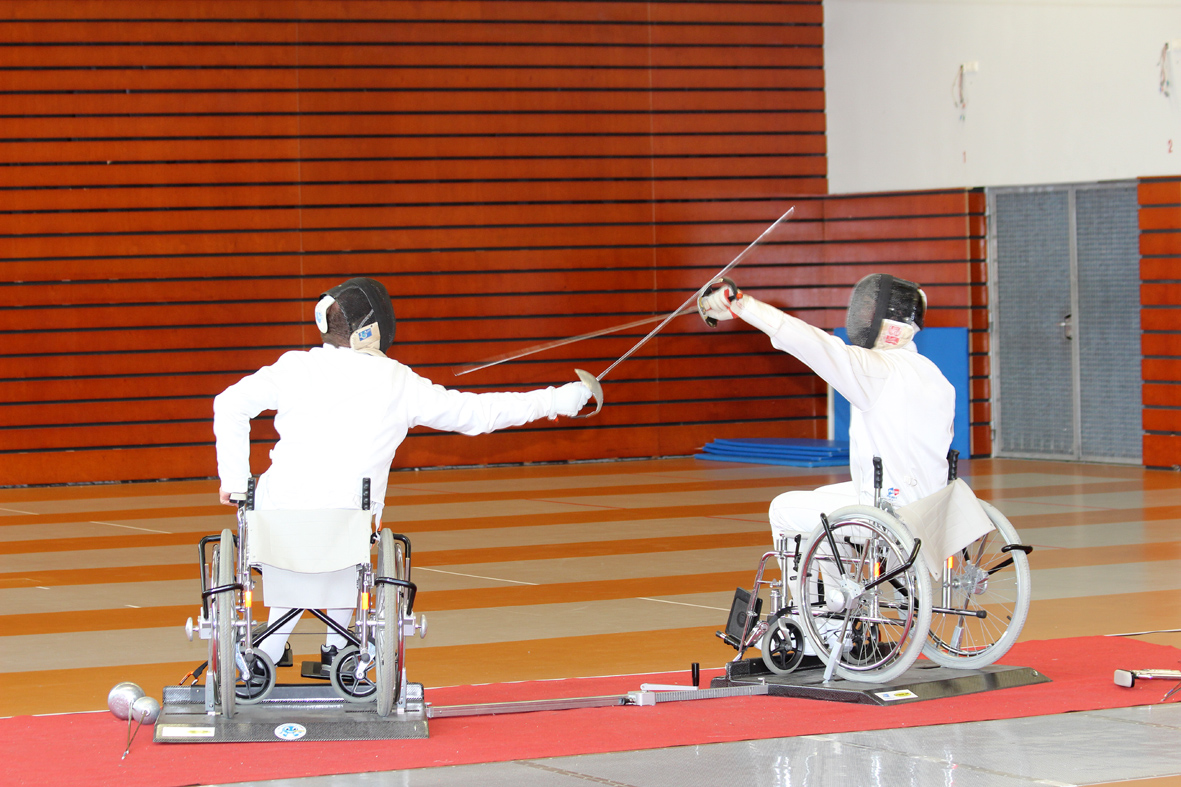

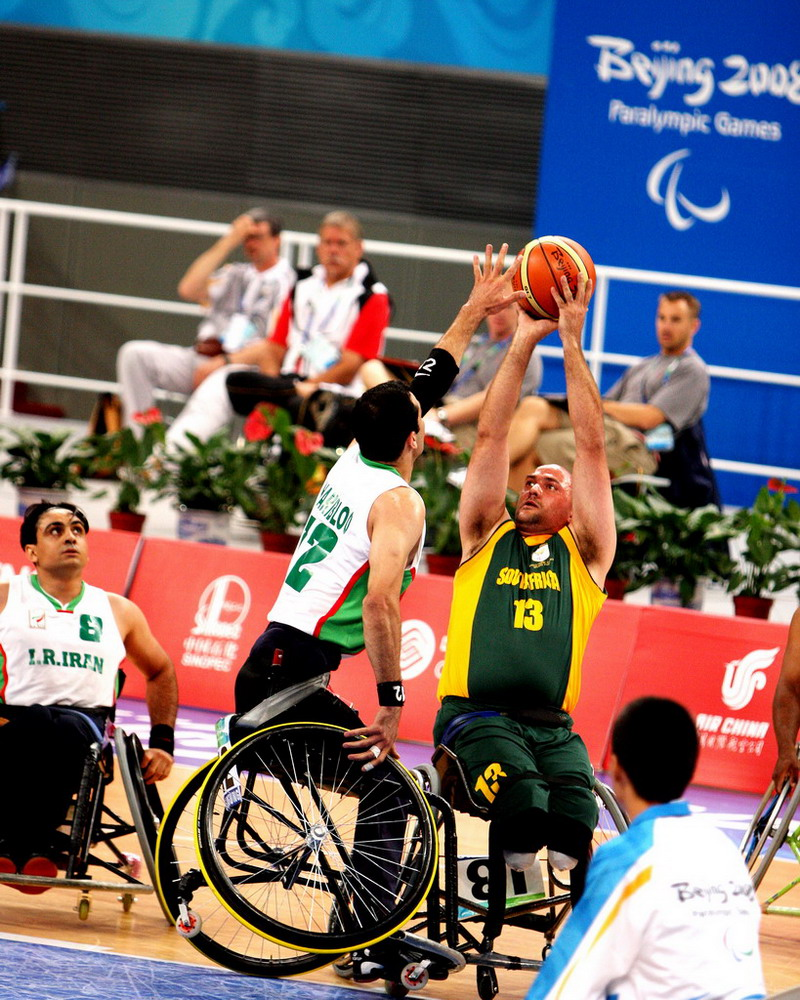

رياضة ذوي الاحتياجات الخاصة هي رياضة بقواعد تم تصميمها بحيث يمكن أن تمارس من قبل أشخاص ذوي إعاقة جسدية أو عاهة عقلية، تسمى الرياضة المكيفة. الرياضات الممَارِسة من قبل أشخاص ذوي الإعاقة العقلية. كثير من هذه الرياضات يتركز على رياضات موجودة وقائمة. ومع ذلك، فقد تم إنشاء بعض الألعاب الرياضية خصيصا للأشخاص ذوي الإعاقة وليس لديهم ما يعادل الرياضة القائمة والفعالة.

## تنظيم وتاريخ
الرياضة المنظمة لذوي الاحتياجات الخاصة غالبا ما تنقسم إلى ثلاث فئات رئيسية من الإعاقة: ضعاف السمع، الإعاقات الجسدية والإعاقات الذهنية.
كل مجموعة لها تاريخها الخاص، منظماته، والأحداث ورؤيتها للرياضة.
منذ عام 1988. اللجنة الأولمبية أدرجت العاب رياضة المعاقين - البارالمبية - التي تجري الآن في نفس الموقع وبعد الألعاب العادية. الرياضة لا تعرف الإعاقة؛ إنها تعرف سوى الحواجز ! لذلك هي خطوة كبيرة للاعتراف برياضة المعاقين والرياضيين المعاقين؛ لما بذلوه من جهود وقدموا من تضحيات.

## رياضة الصمّ
المنافسة الدولية الأولى رياضة الصمّ نظمت في باريس في عام 1924 والمعروفة باسم دورة الألعاب الصمّ. وقد نُظمت هذه الألعاب سابقا من قبل (اللجنة الدولية لرياضة الصمّ، والآن اللجنة الدولية للالعاب الرياضية للصمّ)، إنها جمعت 145 رياضي من تسع دول أوروبية.
تقام دورة الألعاب العالمية كل أربع سنوات منذ عام 1924 (باستثناء فترة الحرب العالمية الثانية)، وتسمى الآن (Deaflympics). دروة عام 2005 في ملبورن (أستراليا) سجلت 2300 رياضي من 75 دولة. اللجنة الدولية لرياضة الصم (CISS) يحفظ ألعاب منفصلة للرياضيين الصمّ تأخذ في الاعتبار احتياجات الاتصالات الخاصة بها وتعزيز التفاعل الاجتماعي الذي لا يزال عنصرا أساسيا في هذه الرياضة.

## رياضة ذوي الإعاقة الحركية
رياضة الإعاقة، كانت دائما تُستخدم على كرسي متحرك في الهدف العلاجي لتأهيل المعوقين. واحد من رواد هذا الأسلوب هو جراح أعصاب لودفيج جوتمان، مدير مستشفى ستوك ماندفيل قرب لندن، الذين عالجوا قدامى المحاربين في الحرب العالمية الثانية أصبح مشلول. لتعزيز إعادة تأهيلهم، نظمت الألعاب الرياضية: كرة السلة بكرسي متحرك وكرة الشبكة بكرسي متحرك من عام 1955 والرماية وغيرها. أعطى هذه «ألعاب ستوك ماندفيل»، التي نظمت في عام 1948، ولادة إلى دورة الألعاب الأولمبية للمعاقين في عام 1960.
رياضة الإعاقة، سرعان ما أصبحت النشاط الترفيهي والمنافسة.
في عام 1989، اللجنة البارالمبية الدولية تضُم جميع المرافق الرياضية للرياضيين المعاقين.
اليوم، بعض رياضة المعاقين مثل الكراسي المتحركة وكرة السلة يمكن أن تمارس من قبل أشخاص عاديين أسوياء. هذه الخطوة مهمة في دمج رياضة المعاقين في مجال الرياضة العادية التي يمارسها الأسوياء لم تكتمل بعد. في رأي العديد من الرياضيين المعوقين، هناك الكثير من الأشخاص يهتمون بالإعاقة أولا بدلا من أن يهتموا أولا بالرياضية ...

## رياضة ذوي الإعاقة الذهنية
رياضة ذوي الإعاقة الذهنية بدأ تنظيمها في عام 1960 من قبل الحركة الخاصة الأولمبية. بدأت هذه المسابقات خلال المعسكرات الصيفية التي تنظمها يونيس كينيدي شرايفر من عام 1962. أول أولمبي دولي خاص عُقد عام 1968 في شيكاغو.
تم إنشاء اتحاد دولي في عام 1986، والاتحاد الدولي للرياضات لذوي الإعاقة الذهنية (INAS-FID) لتشجيع وتطوير رياضة عالية الأداء مع الرياضيين ذوي الإعاقة الذهنية. هذا الاتحاد لديه نهج أقل «الرياضة للجميع» الذي ينادي به الأولمبياد الخاص. والواقع أن(INAS) هي بالمعنى الحقيقي للتنافس مع معايير موافقات لتشهد الحالة الفعلية للإعاقة ذهنية. يمكن أن الرياضيين ذوي الإعاقة الذهنية مشاركة في دورة الألعاب البارالمبية حتى عام 2000.
تم استبعاد جميع الإعاقات الذهنية من دورة الألعاب البارالمبية بعد عام 2000، بسبب غش فريق كرة السلة الاسباني في دورة الألعاب البارالمبية في سيدني. يتكون هذا الفريق من 10 لاعبين في 12 الذي لا يظهر فيه التخلف العقلي.
عقليا تم إعادة المتخلفين عن دورة الألعاب الاولمبية 2012 في لندن، و ذلك بفضل كبير إلى العمل الذي قام به الاتحاد الفرنسي للرياضة المكيفة (l'INAS-FID).
هناك ما يعادل دورة الألعاب البارالمبية لذوي الإعاقة الذهنية: (GLOBAL GAMES). و قد عُقد في عام 2004 في السويد، و عُقد في عام 2009 في جمهورية التشيك. هذا الحدث يجمع 2000 رياضي في الرياضات التالية: ألعاب القوى والسباحة وتنس الطاولة والجودو (في عام 2009)، وكرة السلة وكرة القدم.

### الرياضات الموحدة
تشمل "الرياضات الموحدة" فرقًا غير متجانسة من رياضيين ذوي قدرات مختلطة. منذ تسعينيات القرن الماضي، يعمل برنامج الأولمبياد الخاص للرياضات الموحدة على تعزيز الإدماج الاجتماعي من خلال التدريب الرياضي المشترك والمنافسة. توسعت هذه المبادرة عالميًا وتضم الآن أكثر من 700,000 لاعب في 127 دولة حول العالم. المبدأ وراء الرياضات الموحدة بسيط: التدريب معًا واللعب معًا هو طريق سريع نحو الصداقة والتفاهم.
كانت الرابطة الوطنية لكرة السلة (NBA) داعمًا رئيسيًا للرياضات الموحدة، حيث ترعى مباراة كرة السلة الموحدة السنوية ضمن برنامج NBA Cares للأولمبياد الخاص خلال عطلة نهاية أسبوع كل النجوم في الدوري الاميركي للمحترفين (NBA All-Star Weekend). تعمل شركة والت ديزني، وإي إس بي إن (ESPN)، والأولمبياد الخاص أيضًا على مبادرة عالمية لمدة عامين ستسخر قوة الرياضة لتعزيز بيئة من الإدماج الاجتماعي والقبول.
تنافس السائقون ذوو الإعاقة في رياضة السيارات ضد سائقين غير معاقين؛ على سبيل المثال أليكس زاناردي، وألبرت لوفيرا، وكلاي ريجاتسوني، وجيسون وات.